# Blankenberg (Rosenthal am Rennsteig)
Blankenberg è una frazione del comune tedesco di Rosenthal am Rennsteig.

## Storia
Il 1º gennaio 2019 il comune di Blankenberg venne fuso con i comuni di Birkenhügel, Blankenstein, Harra, Neundorf, Pottiga e Schlegel, formando il comune di Rosenthal am Rennsteig.